# Staffan Palmberg
Jan Staffan Palmberg, född 24 juli 1975 i Linköping, är en svensk trombonist och sångare. Han var medlem i punkbandet Snoddas, därefter i skabandet Chickenpox och senare i bandet The Extras, som bland annat har hörts i filmen Hundtricket.